# Bendjé
Bendjé é um departamento da província de Ogooué-Maritime, no Gabão. Sua capital é a cidade de Port-Gentil.